# Lagynochthonius gigas
Lagynochthonius gigas es una especie de arácnido  del orden Pseudoscorpionida de la familia Chthoniidae.

## Distribución geográfica
Se encuentra en Venezuela.